# Château de Dracy-lès-Couches
Ne doit pas être confondu avec Château de Dracy.
Le château de Dracy-lès-Couches est situé sur la commune de Dracy-lès-Couches en Saône-et-Loire, à flanc de pente. Il fait l'objet d'une inscription aux monuments historiques depuis le 24 octobre 2016.

## Description
La forteresse primitive comprenait un vaste quadrilatère de bâtiments entourant un donjon carré. Les flancs Nord et Est ont été abattus ou fortement diminués à la fin du XIXe siècle. La cour d'honneur est ainsi largement ouverte sur le parc, mettant en valeur le donjon et la tour ronde du XVe siècle qui termine le long bâtiment du cellier demeuré intact. Les autres bâtiments formant l'aile Ouest ont été transformés extérieurement en accord avec les critères de goût en vogue au XIXe siècle, d'où une profusion de bâtiments d'élévations diverses, de tours, de tourelles, de toits de toutes formes et de lucarnes à hauts pignons.
Le château est une propriété privée. La visite du cellier est autorisée.

## Historique
De nombreuses familles se sont succédé à Dracy.
- 1298 : construction d'une forteresse
- 1368 : existence d'une seigneurie
- 1402 : mort de Robert de Dracy
- 1424 : possession des seigneurs de Lugny
- 1462 : la terre passe aux seigneurs de Monjeu
- 1547 : Morin de Cromey reconstruit le château
- 1593 : la place, défendue par le maréchal Gaspard de Saulx-Tavannes, est assiégée et prise par le seigneur de Marnay
- 1680 : possession du marquis de Berbis
- 1717 : la seigneurie passe au marquis de Grammont
- 1728 : construction de la cave par Jacques Bouchet, chapelain de Dracy
- 1794 : Ferdinand de Grammont, qui avait été emprisonné, est relâché à la suite d'une requête des habitants
- 1830 : la propriété passe aux comtes de Villers La Faye
- fin XIXe siècle : acquisition du marquis de Laubespin
- 1910 : acquisition du comte Yvert de Saint-Aubin
- 1965 : acquisition du baron Joseph de Charette
- 2016 : inscription au titre des monuments historiques